# Günter Ludwig (Pianist)
Günter Ludwig (* 28. August 1930 in Großkrotzenburg; † 11. Januar 2022) war ein deutscher Pianist.

## Leben und Wirken
Günter Ludwig besuchte das Musische Gymnasium in Frankfurt am Main. Anschließend studierte er Klavier bei August Leopolder und Marguerite Long sowie Dirigieren bei Kurt Thomas. Erste Erfolge erzielte er bei Teilnahmen an internationalen Wettbewerben, so errang er 1954 und 1955 jeweils dritte Preise beim Internationalen Klavierwettbewerb Ferruccio Busoni. Bei seinen Tourneen durch Europa, Amerika und Asien spielte er in Orchesterkonzerten mit Dirigenten wie István Kertész, Sir Georg Solti, Horst Stein und Günter Wand und in Kammermusikformationen mit Interpreten wie Arthur Grumiaux, Nathan Milstein, János Starker, Henryk Szeryng und dem Amadeus-Quartett.
Günter Ludwig war Professor für Klavier an der Hochschule für Musik Köln und Gastprofessor an der Indiana University Bloomington. Zu seinen Meisterschülern gehören Ulrich Windfuhr, Udo Schneberger, Alfredo Perl, Sung-Hee Kim-Wüst, Friedrich Höricke, Raymund Havenith, Ulrich Leyendecker, Gereon Krahforst, Andreas Rothkopf, Florian Wiek, Johannes Cernota und Franz-Josef Birk.
Ludwig war freier Mitarbeiter beim Schott-Verlag und der Wiener Urtext Edition sowie Mitglied mehrerer Jurys von internationalen Wettbewerben wie dem Eisenacher Wartburg-Klavierwettbewerb.
Günter Ludwig war mit der koreanischen Sängerin Mi-Sun Choi-Ludwig verheiratet und Vater von zwei Söhnen. Er trat mit seiner Frau als Liedbegleiter und mit seinen Söhnen als „Trio Ludwig“ auf.

## Kölner Klaviertrio
Zusammen mit Walter Schreiber (Violine) und Joanna Sachryn (Violoncello) bildete Günter Ludwig ab Ende der 1980er Jahre das „Kölner Klaviertrio“, das 1983 von Walter Schreiber gegründet wurde. Das Ensemble gastierte in mehreren europäischen Ländern, in Brasilien, Japan und Korea und spielte auf internationalen Musikfestivals wie dem Flandern-Festival, dem Carinthischen Sommer und den Berliner Festwochen. Zeitgenössische Komponisten wie Dieter Salbert und Violeta Dinescu haben dem Kölner Klaviertrio Werke gewidmet, seit 2003 besteht eine Zusammenarbeit mit dem polnischen Komponisten und Pianisten Krzysztof Meyer.

## Diskografie
Günter Ludwig spielte unter anderem Klaviermusik von Beethoven, Mozart, Brahms, Busoni, Schubert und Schumann ein. Darunter sind alle Klaviertrios von Mozart und Beethoven und die Duo-Sonaten von Beethoven, Brahms und Busoni. Mit dem Geiger Alois Kottmann nahm er Violinsonaten von Max Reger und Robert Schumann auf. Zusammen mit dem früheren 1. Geiger des Amadeus-Quartetts, Norbert Brainin, spielte er Beethovens sämtliche Violinsonaten ein.
- Johannes Brahms: Klavier-Quartett g-Moll op. 25. Mit dem Slowenischen Streichtrio. Colosseum, Nürnberg 1985.
- Max Reger: Sonate in D-Dur op. 3 für Violine und Klavier. Mit Alois Kottmann, Violine. Cappella, Wiesbaden 1986.
- Robert Schumann: Sonate in a-Moll op. 105. Mit Alois Kottmann, Violine. Cappella, Wiesbaden 1988.
- Robert Schumann: Sonate in d-Moll op. 121. Mit Alois Kottmann, Violine. Cappella, Wiesbaden 1988.
- Franz Schubert: Sonate C-Dur. D 840. Bearbeiter Gunter Elsholz. Cappella, Wiesbaden 1993.
- Johannes Brahms: Sonate Nr. 2 A-Dur op. 100. Mit Alois Kottmann, Violine. Cappella, Wiesbaden 1993.
- Robert Schumann: Kreisleriana op. 16. Cappella, Wiesbaden 1997.
- Johannes Brahms: Die Sonaten für Violine und Klavier. Mit Alois Kottmann, Violine. Cappella, Wiesbaden 1998.
- Ludwig van Beethoven: Complete Violin Sonatas. 3 CDs. Mit Norbert Brainin, Violine. Preiser, Wien 2007.
- Robert Schumann: Sonate d-Moll op. 121; Sonate a-Moll op. 105; Clara Schumann: Drei Romanzen op. 22. Ausführende: Collegium Instrumentale Alois Kottmann. Melisma 7101, Oestrich-Winkel.
- Johannes Brahms: Sonate Nr. 1 G-Dur op. 78; Sonate Nr. 2 A-Dur op. 100; Sonate Nr. 3 d-Moll op. 108. Ausführende: Collegium Instrumentale Alois Kottmann. Melisma 7102, Oestrich-Winkel.
- César Franck: Sonate A-Dur; Max Reger: Sonate Nr. 2 D-Dur op. 3. Ausführende: Collegium Instrumentale Alois Kottmann. Melisma 7018, Oestrich-Winkel.
- Ludwig van Beethoven: Klavierquartett Nr. 1 Es Dur WoO 36; Klavierquartett Nr. 2 D-Dur WoO 36; Klavierquartett Nr. 3 C-Dur WoO 36. Ausführende: Mannheimer Klavierquartett. ZYX Classic, Merenberg.